# Dubbelgevlekte bastaardweekschildkever
De dubbelgevlekte bastaardweekschildkever of dubbelgevlekte basterdweekschild (Anthocomus fasciatus) is een kever uit de familie bloemweekschilden (Melyridae).

## Naam en indeling
De wetenschappelijke naam van de soort werd voor het eerst voorgesteld door Carl Linnaeus in 1758. Oorspronkelijk werd de wetenschappelijke naam Cantharis fasciata gebruikt en later werd de soort beschreven als Celidus fasciatus. De geslachtsnaam Anthocomus betekent vrij vertaald 'genieter van bloemen'; anthos (Grieks: ἄνθος) = bloem en comos (Grieks: kômos) = genieten. De soortaanduiding fasciatus betekent vrij vertaald 'gebandeerd'; fasciō = band of streep.

## Uiterlijke kenmerken
De dubbelgevlekte bastaardweekschildkever bereikt een lichaamslengte van 2,9 tot 2,1 mm waarmee het een relatief kleine soort is in vergelijking met gelijkende kevers. De lichaamskleur is diepzwart met een metalige groene of blauwe glans, vooral in fel licht is dit goed te zien. De gehele bovenzijde is voorzien van kleine putjes en een korte beharing. Het halsschild of pronotum heeft een vierkante vorm, bij de mannetjes lopen de zijkanten parallel maar bij de vrouwtjes is het halsschild aan de achterzijde smaller. De kop is duidelijk breder dan lang. De antennes zijn voor de zwarte, kraalachtige ogen gelegen aan de zijkanten van de kop. De antennes bestaan uit elf leden en hebben een enigszins getande structuur. De antennes van mannetjes en vrouwtjes zijn gelijk van vorm.
De dekschilden zijn langwerpig van vorm, vooral bij de vrouwtjes, en hebben aan iedere zijde een rode tot oranje vlek iets voor het midden. De achterzijde van de dekschilden zijn rood gekleurd en vormen een enkele vlek. De achterlijfspunt is zwart en steekt duidelijk uit. De poten zijn lang en dun en hebben een zwarte kleur, soms doen ze lichter aan door de beharing op de poten. De poten zijn niet voorzien van opvallende sporen, de tarsi bestaan uit vijf leden.

## Levenswijze
Zowel de larven als de volwassen kevers zijn carnivoor en jagen op kleinere insecten. De larven leven voornamelijk van de eieren en de larven van andere kevers in het hout of in de strooisellaag. Volwassen dieren grijpen kleine diertjes die ze op bloemen vinden zoals mijten. Daarnaast wordt ook stuifmeel gegeten van verschillende bloemen, zoals meidoorn en verschillende schermbloemigen. De dubbelgevlekte bastaardweekschildkever is te zien vanaf begin mei tot juli of augustus. De kever is voornamelijk te vinden bij warm weer maar heeft een voorkeur voor bloemen die beschaduwd zijn.

## Verspreiding en habitat
De kever is bekend in het Palearctisch gebied, van noordelijk Europa tot het Middellandse Zeegebied tot oostelijk Europa in het oosten. De soort komt ook voor in Groot-Brittannië. De habitat bestaat uit laaggelegen, drogere gebieden zoals graslanden, bosranden, parken en tuinen.